# Klopče
Klopče je naseljeno mjesto u sastavu općine Zenice, Federacija Bosne i Hercegovine, BiH. Smješteno je sjeverno od rijeke Bosne, ceste M110/M-17 i željezničke pruge Doboj - Zenica. Iznad Klopča je uzvisina Klopačke stijene.

## Kultura
1975. godine su ovamo došli dominikanci iz Hrvatske. Vrhbosanski nadbiskup Smiljan Čekada odvojio je naselja naselja Klopče i Perin Han od župe Crkvica u Zenici te 19. listopada 1975. osnovao novu župu Uzvišenja Sv. Križa koja je povjerena dominikancima Zagrebačke dominikanske provincije, što je bio povratak bijelih fratara u Bosnu nakon skoro 400 godina, tj. od pada Bihaća pod Turke 1592. godine. Od osnivanja župa ima matice. Jedina su župa u Vrhbosanskoj nadbiskupiji u kojoj pastoralno djeluju oci dominikanci. 14 se godina bez ikakva uspjeha tražilo dozvolu za izgradnju župne crkve. 1989. godine napokon je počela gradnja. Izliveni su temelji i ploče, no uskoro je izbio rat i gradnja je morala stati. 1991. godine župa je imala 1450 katolika. Izgradnja crkve dovršena je tek poslije rata. 15. rujna 2007. blagoslovio ju je vrhbosanski nadbiskup, kardinal Vinko Puljić. U Klopču je dominikanski samostan bl. Augustina Kažotića i ovdje živi jedan redovnik koji je ujedno i župnik. Prema Šematizmu Vrhbosanske nadbiskupije za 2015., u Klopču je u 161 kućanstvu živjelo 359 katolika.
Poslije rata crkvu su okružile obiteljske kuće od kojih jedna i služi kao župni stan.

## Upravna organizacija
Godine 1981. pripojeno je naselju Zenici (Sl.list SRBiH 28/81 i 33/81)

## Stanovništvo
Prema popisu 1981. ovdje su živjeli:
- Muslimani - 2751
- Hrvati - 641
- Srbi - 410
- Crnogorci - 15
- Romi - 9
- Albanci - 6
- Mađari - 1
- Jugoslaveni - 405
- ostali i nepoznato - 101
- UKUPNO: 4339

## Vanjske poveznice
- Dominikanci.hr  Arhivirana inačica izvorne stranice od 12. svibnja 2019. (Wayback Machine) Dominikanci - Župa Klopče svečano proslavila župni patron, 16. rujna 2018.